# MasterChef Celebrity (programa de televisión argentino)
MasterChef Celebrity Argentina es un concurso de telerrealidad argentino de gastronomía producido por Boxfish TV para Telefe. Es la variante nacional del programa y franquicia de televisión MasterChef en la que participan famosos de Argentina. El programa es conducido por Santiago del Moro y los concursantes son evaluados por un jurado compuesto por los chefs Donato De Santis, Germán Martitegui y Damián Betular.
La primera edición se estrenó el 5 de octubre de 2020 y finalizó el 18 de enero de 2021, teniendo a Claudia Villafañe como ganadora y a Analía Franchín como subcampeona. En tanto, y tras el éxito de la primera edición, la segunda temporada salió al aire el lunes 22 de febrero de 2021, finalizando el jueves 24 de junio del mismo año donde Gastón Dalmau se consagró como ganador, dejando a Georgina Barbarossa en segundo lugar.

## Formato
Las pruebas a las que tendrán que hacer frente los participantes son:
- Caja misteriosa (prueba inicial): los concursantes recibirán uno o más ingredientes que deben utilizar en el plato a cocinar de alguna forma, bien a su estilo o bien siguiendo las indicaciones o consejos que haya dado el jurado. Los dos mejores platos serán los capitanes de la siguiente prueba. El mejor aspirante será recompensado de alguna forma, generalmente con privilegios tales como no poder ser expulsado en ese programa o alguna ventaja para las pruebas siguientes.
- Reto creativo (prueba inicial): los aspirantes serán limitados a usar unos ingredientes, y con ellos deberán cocinar el plato que decidan tratando de que los ingredientes propuestos combinen de forma adecuada.
- Prueba de presión (prueba inicial): la prueba más dura. Una estrella importante de la cocina visitará el programa, les enseñará una de sus creaciones y la tendrán que reproducir de la manera más fidedigna posible siguiendo las indicaciones y los pasos del maestro.
- Prueba por equipos: los concursantes se dividen en dos equipos, rojo y azul, escogiendo el capitán de cada uno los integrantes y el menú a cocinar entre varios expuestos, empezando el mejor de la prueba inicial. Los concursantes deberán cocinar de forma organizada para sacar todos los platos a tiempo.
- Prueba de eliminación : el equipo o concursantes que mejor lo hayan hecho en la prueba anterior estarán exentos de esta prueba. El resto deberán cocinar la receta que indique el jurado. El jurado «deliberará» y quien haya hecho el «peor» plato abandonará el programa.

Solo se realiza una de las tres variaciones de prueba inicial en cada programa. Todas las pruebas tienen un tiempo límite establecido por el jurado, y antes de comenzar los aspirantes disponen de tres minutos para abastecerse de ingredientes del «supermercado», excepto en la prueba por equipos.

## Equipo
| Conductor/Jueces  | Temporada           | Temporada         | Temporada           | Temporada |
| Conductor/Jueces  | 1                   | 2                 | 3                   | R         |
| ----------------- | ------------------- | ----------------- | ------------------- | --------- |
| Santiago del Moro | Conductor           | Conductor         | Conductor           | Conductor |
| Donato de Santis  | Jurado              | Jurado            | Jurado              | Jurado    |
| Germán Martitegui | Jurado              | Jurado            | Jurado              | Jurado    |
| Damián Betular    | Jurado              | Jurado            | Jurado              | Jurado    |
| Dolli Irigoyen    | Jurado de reemplazo | Jurado After-Hour | Jurado de reemplazo |           |
| Claudia Villafañe | Participante        |                   | Jurado de reemplazo |           |
| Florencia Vigna   | Host digital        |                   |                     |           |
| Federico Bal      | Participante        | Host After-Hour   |                     |           |
| Federico Bal      | Participante        | Host digital      |                     |           |
| Gaston Dalmau     |                     | Participante      | Host digital        |           |
| Diego Poggi       |                     |                   | Host digital        |           |

## Resumen de ediciones
| Temporada   | Año(s)    | Episodios | # participantes | Ganador/a         | Subcampeón/a         | Índice de audiencia |
| ----------- | --------- | --------- | --------------- | ----------------- | -------------------- | ------------------- |
| 1           | 2020–2021 | 74        | 16              | Claudia Villafañe | Analía Franchín      | 17.0                |
| 2           | 2021      | 88        | 17              | Gastón Dalmau     | Georgina Barbarossa  | 19.6                |
| After Hour  | 2021      | 13        | 12              | Dani La Chepi     | María O'Donnell      | —                   |
| 3           | 2021—2022 | 111       | 19              | Micaela Viciconte | Tomás Fonzi          | 14.6                |
| La Revancha | 2022      | 8         | 9               | Sofía Pachano     | Victoria Xipolitakis |                     |
| 5           | 2025      |           |                 |                   |                      |                     |

## Primera temporada
A mediados de 2020, Telefe confirmó que se realizaría una edición de MasterChef Argentina con personajes conocidos por el público; asimismo se anunció que la conducción estaría a cargo de Santiago del Moro y que Flor Vigna sería la encargada de presentar contenido exclusivo para redes sociales.
Christophe Krywonis anunció que no formaría parte del jurado de esta edición y que su lugar será ocupado por Damián Betular, uniéndose a Donato De Santis y Germán Martitegui.
El 26 de septiembre, se confirmó que el reality estaría al aire a partir del 5 de octubre, de lunes a jueves a las 22:30 (GMT-3) y que las eliminaciones serían los días domingos a las 22:00.
Durante la tarde del viernes 2 de octubre se confirmó que el periodista de espectáculos, Marcelo Polino, estaría a cargo de comentar el reality culinario en los programas de Florencia Peña, Flor de Equipo, por la mañana, en el de Verónica Lozano, Cortá por Lozano, por la tarde y en el de Gerardo Rozín y Jésica Cirio, La Peña de Morfi los domingos por la tarde previo a la Gala de Eliminación.
El 12 de octubre de 2020 se confirmó que el "Polaco" Cwirkaluk había dado positivo de coronavirus, siendo confirmado el 18 de octubre que sería reemplazado por la actriz Natalie Pérez hasta que se encuentre recuperado. Al poco tiempo se sumó el positivo de la vedete Victoria Xipolitakis, quien es remplazada por el modelo Christian Sancho. El 20 de octubre salió a la luz que el jurado Germán Martitegui también había dado positivo de coronavirus, siendo reemplazado por Dolli Irigoyen.
El lunes 18 de enero, Claudia Villafañe se consagró ganadora de esta primera temporada tras vencer en la final a Analía Franchín.

### Participantes
| Famoso                                            | Resultado final                            | Resultado anterior | Nom. |
| ------------------------------------------------- | ------------------------------------------ | ------------------ | ---- |
| Claudia Villafañe Empresaria                      | Ganadora                                   |                    | 6    |
| Analía Franchín Periodista y panelista            | Subcampeona                                |                    | 9    |
| El Polaco Cantante                                | 3.er finalista                             |                    | 5    |
| Sofía Pachano Actriz y bailarina                  | 4.ª finalista                              |                    | 8    |
| Victoria Xipolitakis Modelo y vedete              | 5.ª finalista                              |                    | 9    |
| Belu Lucius Influencer e instagramer              | 6.ª finalista                              |                    | 7    |
| Leticia Siciliani Actriz                          | Abandona por decisión propia               |                    | 7    |
| Martín Fabio Vocalista de Kapanga                 | 11.º eliminado                             | 2.º eliminado      | 5    |
| Federico Bal Actor, director y conductor de radio | 10.º eliminado                             |                    | 7    |
| Rocío Marengo Modelo                              | 9.ª eliminada                              | 6.ª eliminada      | 6    |
| Claudio García Exfutbolista y director técnico    | 8.º eliminado                              |                    | 6    |
| Boy Olmi Actor y productor de cine                | 7.º eliminado                              |                    | 3    |
| Iliana Calabró Actriz, comediante y vedete        | 5.ª eliminada                              |                    | 2    |
| Roberto Moldavsky Humorista                       | 4.º eliminado                              |                    | 2    |
| Patricia Sosa Cantante y autora                   | 3.ª eliminada                              |                    | 1    |
| Nacho Sureda Actor                                | 1.er eliminado                             |                    | 1    |
|                                                   |                                            |                    |      |
| Christian Sancho Modelo y actor                   | Reemplazo temporal de Victoria Xipolitakis |                    | 2    |
| Natalie Pérez Actriz y cantante                   | Reemplazo temporal de Ezequiel Cwirkaluk   |                    | 1    |

## Segunda temporada
El 3 de noviembre de 2020, tras el éxito rotundo en materia de audiencia de la primera temporada, Telefe renovó el programa para una segunda temporada a estrenarse el 22 de febrero de 2021. El 2 de diciembre de 2020, se confirmó a la primera participante de esta edición, Carmen Barbieri. A mediados de enero de 2021 firmaron contrato con Telefé: Barbieri, Flavia Palmiero, Juanse, Gastón Dalmau, Dani La Chepi, Andrea Rincón, CAE, Candela Vetrano y Sol Pérez. Unos días después se confirmó la participación del periodista deportivo Fernando Carlos, María O'Donnell, Mariano Dalla Libera, Daniel Aráoz y Hernán "El Loco" Montenegro. y el día 1 de febrero fueron confirmados los últimos Alex Caniggia y Georgina Barbarossa. El 3 de febrero se anunció a Claudia Fontán como nueva participante a incorporarse a partir de la segunda semana de la competencia. Las grabaciones empezaron el 25 de enero y el programa debutó el día 22 de febrero.

### Participantes
| Famoso                                                         | Resultado final                       | Resultado anterior | Nom. |
| -------------------------------------------------------------- | ------------------------------------- | ------------------ | ---- |
| Gastón Dalmau Actor y productor                                | Ganador                               |                    | 9    |
| Georgina Barbarossa Actriz y conductora                        | Subcampeona                           |                    | 8    |
| Sol Pérez Modelo y conductora                                  | 3.ª finalista                         | 5.ª eliminada      | 6    |
| Candela Vetrano Actriz                                         | 4.ª finalista                         |                    | 9    |
| Claudia "La Gunda" Fontán Actriz y conductora                  | 16.ª eliminada                        |                    | 8    |
| María O'Donnell Periodista y politóloga                        | 15.ª eliminada                        |                    | 9    |
| Alex Caniggia Personalidad de televisión                       | 14.º eliminado                        |                    | 10   |
| Juanse Cantante y vocalista de Ratones Paranoicos              | 13.º eliminado                        | 3.er eliminado     | 6    |
| Dani La Chepi Influencer, cantante y actriz                    | 12.ª eliminada                        |                    | 6    |
| Carmen Barbieri Actriz, comediante y directora teatral         | 11.ª eliminada                        |                    | 3    |
| Andrea Rincón Actriz y exvedete                                | 10.ª eliminada                        |                    | 6    |
| Daniel Aráoz Actor y humorista                                 | 9.º eliminado                         | 7.º eliminado      | 6    |
| Hernán "El Loco" Montenegro Exjugador de baloncesto            | 8.º eliminado                         |                    | 4    |
| Fernando Carlos Periodista deportivo                           | 6.º eliminado                         |                    | 5    |
| Flavia Palmiero Empresaria y conductora                        | 4.ª eliminada                         |                    | 1    |
| CAE Cantante, músico y compositor                              | 2.º eliminado                         |                    | 2    |
| Mariano "El Loco" Dalla Libera Exfutbolista y director técnico | 1.er eliminado                        |                    | 1    |
|                                                                |                                       |                    |      |
| Federico Bal Actor y conductor de radio                        | Reemplazo temporal de Carmen Barbieri |                    | 0    |

1. ↑  Debido a que contrajo COVID-19 es reemplazada por Federico Bal durante la 1.ª semana posteriormente en la 2.ª semana Fede renuncia como participante suplente (dejando el lugar de Carmen en pausa hasta su regreso), también ingresa Claudia ''La Gunda'' Fontán como nueva participante. Mucho tiempo después Carmen ingresa oficialmente en la semana 8.

## Tercera temporada
Luego de la emisión de la segunda temporada y tras repetir el éxito de la temporada antecesora, Telefe renovó el programa para una tercera temporada a estrenarse en noviembre de 2021. Durante el mes de octubre, el periodista y embajador del reality Marcelo Polino fue revelando y confirmando, en el programa Flor de equipo, a los 16 participantes oficiales de la tercera edición de la competencia de cocina. Ese mismo mes, el canal ya comenzó a promocionar la temporada con publicidades mostrando a los concursantes. Las grabaciones comenzaron el 19 de octubre.

### Participantes
| Famoso                                                    | Resultado final                                  | Resultado anterior                      | Nom. |
| --------------------------------------------------------- | ------------------------------------------------ | --------------------------------------- | ---- |
| Micaela Viciconte Deportista y personalidad de televisión | Ganadora                                         |                                         | 12   |
| Tomás Fonzi Actor y conductor                             | Subcampeón                                       |                                         | 11   |
| Victoria "Juariu" Braier Influencer y periodista          | 3.ª finalista                                    | 7.ª eliminada                           | 8    |
| Denise Dumas Conductora de televisión                     | 4.ª finalista                                    | 4.ª eliminada                           | 10   |
| María del Cerro Actriz, modelo y conductora de televisión | 17.ª eliminada                                   |                                         | 10   |
| Malena Guinzburg Comediante y actriz                      | 16.ª eliminada                                   | Reemplazo temporal de Micaela Viciconte | 6    |
| Paula "La Peque" Pareto Judoca y médica                   | Abandona por decisión propia                     |                                         | 9    |
| Catherine Fulop Actriz                                    | 15.ª eliminada                                   |                                         | 7    |
| Joaquín Levinton Músico y vocalista de Turf               | 14.º eliminado                                   |                                         | 4    |
| Paulo Kablan Periodista de policiales                     | 13.º eliminado                                   |                                         | 7    |
| Ernestina Pais Conductora de televisión                   | 12.ª eliminada                                   | Reemplazo temporal de Joaquín Levinton  | 3    |
| Luisa Albinoni Actriz y vedette retirada                  | 11.ª eliminada                                   |                                         | 8    |
| Barbie Vélez Actriz y modelo                              | 10.ª eliminada                                   | Reemplazo temporal de Denise Dumas      | 2    |
| Marcela "La Tigresa" Acuña Boxeadora                      | 9.ª eliminada                                    | 6.ª eliminada                           | 5    |
| Charlotte Caniggia Personalidad de televisión             | 8.ª eliminada                                    |                                         | 6    |
| Miguel "Tití" Fernández Periodista deportivo              | 5.º eliminado                                    |                                         | 5    |
| Gastón Soffritti Actor                                    | 3.º eliminado                                    |                                         | 1    |
| Héctor "El Negro" Enrique Futbolista retirado             | 2.º eliminado                                    |                                         | 2    |
| José Luis Gioia Actor y humorista                         | 1.er eliminado                                   |                                         | 1    |
|                                                           |                                                  |                                         |      |
| Sabrina Garciarena Actriz                                 | Reemplazo temporal de Marcela "La Tigresa" Acuña |                                         | 1    |

## La Revancha
A finales de marzo de 2022 se anunció una nueva temporada que estaría conformada por exparticipantes de las temporadas anteriores. Esto la convertiría en la primera temporada de Masterchef Celebrity Argentina "La Revancha".

### Participantes
| Famoso                                                    | Temporada original | Resultado Temporada original | Resultado final |
| --------------------------------------------------------- | ------------------ | ---------------------------- | --------------- |
| Sofía Pachano Actriz y bailarina                          | Primera temporada  | 4.ª finalista                | Ganadora        |
| Victoria Xipolitakis Modelo y vedette                     | Primera temporada  | 5.ª finalista                | 2.ª finalista   |
| Victoria "Juariu" Braier Influencer y periodista          | Tercera temporada  | 3.ª finalista                | Semifinalista   |
| Joaquín Levinton Músico y vocalista de Turf               | Tercera temporada  | 14.º eliminado               | 6.º eliminado   |
| Analía Franchín Periodista y panelista                    | Primera temporada  | Subcampeona                  | 5.ª eliminada   |
| María O'Donnell Periodista y politóloga                   | Segunda temporada  | 15.ª eliminada               | 4.ª eliminada   |
| Georgina Barbarossa Actriz y conductora                   | Segunda temporada  | Subcampeona                  | 3.ª eliminada   |
| Ezequiel "El Polaco" Cwirkaluk Cantante                   | Primera temporada  | 3.er finalista               | 2.º eliminado   |
| Micaela Viciconte Deportista y personalidad de televisión | Tercera temporada  | Ganadora                     | 1.ª eliminada   |

## Premios y nominaciones
| Lista de premios y nominaciones | Lista de premios y nominaciones | Lista de premios y nominaciones | Lista de premios y nominaciones                      | Lista de premios y nominaciones |
| Año                             | Ceremonia de premiación         | Categoría                       | Nominación                                           | Resultado                       |
| ------------------------------- | ------------------------------- | ------------------------------- | ---------------------------------------------------- | ------------------------------- |
| 2021                            | Premios Martín Fierro           | Reality                         | MasterChef Celebrity Argentina                       | Ganador                         |
| 2021                            | Premios Martín Fierro           | Producción integral             | MasterChef Celebrity Argentina                       | Ganador                         |
| 2021                            | Premios Martín Fierro           | Martín Fierro de Oro            | MasterChef Celebrity Argentina                       | Ganador                         |
| 2021                            | Premios Martín Fierro           | Jurado de TV                    | Donato De Santis, Germán Martitegui y Damián Betular | Nominado                        |
| 2021                            | Premios Martín Fierro           | Labor en conducción masculina   | Santiago del Moro                                    | Nominado                        |